# Mariée à tout prix
Mariée à tout prix (Bridal Fever) est un téléfilm américain réalisé par Ron Oliver et diffusé le 2 février 2008 sur Hallmark Channel.

## Synopsis
Gwen, une jeune secrétaire d'édition et sa meilleure amie Sandra participent au mariage d'une ancienne amie de lycée. Cet après-midi rappelle aux deux jeunes femmes que le temps passe et qu'elles ne sont pas encore fiancées. Cette situation les travaillant, elles décident par jeu de s'inscrire à un speed dating. Sandra y rencontre Paul, Gwen fait chou blanc. Le lendemain se rendant dans une librairie, pour discrètement mettre en avant de la vitrine les livres de l'écrivain pour lequel elle travaille, Gwen fait l'agréable rencontre du séduisant Jake.

## Fiche technique
- Titre original : Bridal Fever
- Titre français : Mariée à tout prix
- Réalisation : Ron Oliver
- Scénario : Karen McClennan
- Durée : 88 minutes
- Pays de production :  États-Unis
- Date de première diffusion : 2008

## Distribution
- Andrea Roth : Gwen Green (VF :Virginie Mery)
- Delta Burke : Dahlia Marchand (VF : Brigitte Aubry)
- Gabriel Hogan : Jake (VF : Arnaud Arbessier)
- Vincent Walsh : Mark (VF : Cédric Dumond)
- Melinda Deines : Sandra (VF : Fily Keita)
- Richard Fitzpatrick : Burt (VF : Bernard Métraux)
- Nigel Bennett : Ben (VF : Philippe Ogouz))
- Brandon Firla (en) : Paul (VF :Laurent Morteau)
- Tanya Henley : Tammy
- Laura Bertram : Tina
- Doug Murray : Bob (VF : Constantin Pappas)
- Caryn Green : Cheryl
- Natasha Priest : Pam
- Wes Berger : Dan
- Matt Smith : Jonathan
- Roger Barnes : Gerald
- Wayne Robson : Mr. Nelson